# Torneo de Kaohsiung 2016
El Taiwan Open 2016 fue un torneo de tenis jugado en canchas duras al aire libre. Fue la primera edición del evento y es parte de los torneos de la WTA Internacionales del WTA Tour 2016. Se llevó a cabo en el Centro de Tenis Yangming en Kaohsiung, Taiwán del 8 al 14 de febrero de 2016.

## Cabezas de serie

### Individual femenino
| Tenista          | Ranking | N.º |
| Venus Williams   | 12      | 1   |
| Misaki Doi       | 61      | 2   |
| Yulia Putintseva | 63      | 3   |
| Zarina Diyas     | 69      | 4   |
| Zheng Saisai     | 71      | 5   |
| Hsieh Su-wei     | 82      | 6   |
| Kurumi Nara      | 90      | 7   |
| Alison Riske     | 92      | 8   |

- Ranking del 1 de febrero de 2016.

### Dobles femeninos
| Tenista                           | Ranking | Preclasificada |
| Chan Hao-ching Chan Yung-jan      | 21      | 1              |
| Liang Chen Wang Yafan             | 88      | 2              |
| Lyudmyla Kichenok Nadiya Kichenok | 121     | 3              |
| Shuko Aoyama Chan Chin-wei        | 162     | 4              |

## Campeones

### Individuales femenino
Venus Williams venció a  Misaki Doi por 6-4, 6-2

### Dobles femenino
Hao-Ching Chan /  Yung-Jan Chan vencieron a  Eri Hozumi /  Miyu Kato por 6-4, 6-3